# معدل الإصابة
معدل الإصابة هو مقياس متري للأداء التجاري المرتبط بنحو تقليدي بالمبيعات. ويتم تحديده وفقًا للتالي:
{\displaystyle {\frac {\sum {\mbox{Sales Won}}}{\sum {\mbox{Sales Won}}+\sum {\mbox{Sales Lost}}+\sum {\mbox{Sales Abandoned}}}}.}
ويمكن إحصاء المبيعات إما من خلال مجموع الدولارات المنشودة أو عن طريق عدد الصفقات المنشودة. وتتطلب الحسابات الدقيقة التحديد بوضوح في حالة ما إن كانت فرصة المبيعات ثابتة بما فيه الكفاية لإدراجها في النظام المتري وكذلك التدبير الثابت للفرصة (ويقصد بذلك، وصول الصفقة للنقطة التي عندها يتم تحديد المكسب أو الخسارة أو التنازل).
ويمكن إحصاء معدل الإصابة لقوى البيع بالكامل أو يمكن إحصاء المعدل عن طريق منطقة البيع أو مندوب المبيعات أو مجموعة المنتجات. كما يمكن استخدام هذا المعدل لتحديد محلات المبيعات المختلفة وتحديد فاعلية قوى البيع بالمقارنة مع الشركات الأخرى التي تعمل في نفس القطاع.
ونظرًا للتكلفة الكبيرة اللازمة لتقديم المقترحات فإن معدل الإصابة يعد أداة جيدة جدًا خاصة للشركات التي تعمل في مجال التسويق الصناعي.